# Сава Груич
Генерал Сава Груич (на сръбски: Сава Грујић) е сръбски военен деец, политик и дипломат, участник в Сръбско-турските войни от 1876–1878 година, 5 пъти министър-председател на Сърбия в периода от 1888 до 1906 година.

## Военна и политическа кариера

### При Милан Обренович
Груич завършва Артилерийската школа в Белград (през 1861) и Михайловската артилерийска школа в Санкт Петербург. До 1870 година е на руска служба. Тогава се завръща в родината си и работи във военната фабрика в Крагуевац. Заради връзките си със социалисти 3 години по-късно е уволнен, но през 1875 г. се връща на работа като ръководител на фабриката.
През 1876 г. Груич (по това време майор в щаба на сръбската армия) съставя план за бойни действия срещу Османската империя, който предвижда настъпление към Ниш и повдигане на въстание в българските земи. Планът му е възприет от сръбското командване в основните му постановки, но групировката, действаща към Ниш, е отслабена съществено заради опасения от турски нападения откъм Видин и Босна. След избухването на Сръбско-турската война от 1876 година Груич командва артилерията на Моравско-Тимошката армия. Участва в боевете при Бабина глава (край Пирот) и Алексинац. Повишен е в чин полковник.
Оглавил военното министерство през ноември 1876, той реорганизира разбитата в първата война сръбска армия и я подготвя за Втората сръбско-турска война от 1877-1878 година. Остава военен министър до октомври 1878 година.
През 1879 година Груич е назначен от княз Милан Обренович за генерален консул на Сърбия в Княжество България. В резултат от тази мисия година по-късно издава в Белград изследване за създаването на българската армия („Основи воjног уређења кнежевине Бугарске“). През следващите години Груич изпълнява длъжността на посланик в Атина (1882) и Санкт Петербург (1885).

### При Александър Обренович
Намесва се във вътрешната политика на Сърбия в момент, когато крал Милан се стреми да стабилизира властта си след поражението в Сръбско-българската война. Груич става министър на войната в правителството на Либералната и Радикалната партия през 1887 година. В края на същата година оглавява за няколко месеца първия кабинет на радикалите. От 1889 до 1891 година, по време на регентството на малолетния Александър Обренович, е отново министър-председател, като този път ръководи и министерството на външните работи.
От 1891 до 1893 година Груич е посланик в Цариград. През 1893-1894 година отново е начело на правителството за кратко. От 1897 до 1899 е посланик в Санкт Петербург за втори път след мисията от 1885 г. През 1899 година е обвинен за покушението над бившия крал Милан. Освободен е от посланическия пост и е повикан на съд, но остава в чужбина. След конфликта между Милан и сина му, крал Александър, Груич е възстановен на служба. През 1900-1903 година отново представлява Сърбия в Османската империя.

### При Петър Караджорджевич
След Майския преврат Груич се завръща във вътрешната политика. От 1903 до 1910 година Груич е начело на Държавния съвет, с прекъсвания през 1903-1904 и 1906 година, когато е начело на правителства на Радикалната и Самостоятелната радикална партия и военен министър.
През 1904 година като министър-председател сключва договор с България за военно-политическо сътрудничество и митнически съюз, но скоро след това засилва сръбската въоръжена пропаганда в Македония.